# Igel (Schachprogramm)
Igel ist ein freies Schachprogramm. Es wurde im Jahr 2018 durch den ukrainischen Programmierer Wolodymyr Schtscherbyna (ukrainisch Володимир Щербина) von dem ebenfalls freien Programm GreKo abgespalten und wird seitdem von ihm weiterentwickelt.

## Geschichte
Der internationale Name des Schachprogramms ist deutschsprachig. Dabei hat sich der Entwickler nicht etwa von Igelstellungen im Schach inspirieren lassen, sondern, wie er selbst berichtet, um die vielen Igel zu repräsentieren, die in seinem Garten leben (englisch “The name 'Igel' […] was chosen to represent numer[i]o[u]s hedgehogs living in my garden.”)
Das Vorläufer-Programm GreKo wurde seit 2002 von dem vom russischen Programmierer Wladimir R. Medwedew entwickelt. Wolodymyr Schtscherbyna nutzte davon die Version 2018.01, um Igel zunächst als Hobbyprojekt entstehen zu lassen. Seine Motivation war, das existierende Programm genauer kennenzulernen, Neues zu lernen und möglicherweise so die Spielstärke weiter steigern zu können.

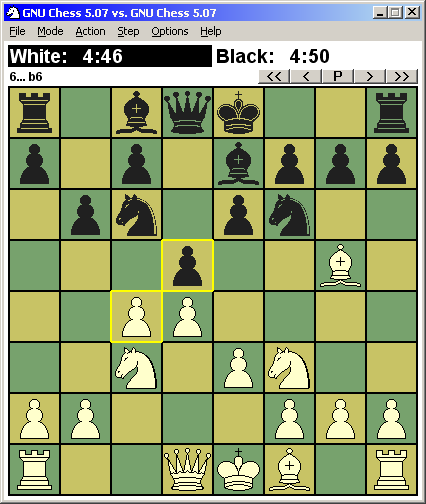
Ein Frontend wie Winboard wird als GUI benötigt, um Igel laufen zu lassen.

Wie viele andere Computerschach-Engines auch, nutzt Igel das Universal Chess Interface (UCI), ein offenes Schach-Kommunikationsprotokoll, um mit einem Schach-Frontend kommunizieren zu können, also einer geeigneten grafischen Benutzeroberfläche (GUI), wie beispielsweise Arena oder WinBoard (Bild).
Nach einigen ersten Rückschlägen gelang einiges und im März 2019 wurde Igel zu den Top Chess Engine Championships (TCEC), einem internationalen Computer-Schachturnier eingeladen. Igel belegte den letzten Platz. Dies jedoch war eine große Motivation für den Entwickler und ihm gelang es in der Folge, die Spielstärke drastisch zu steigern. Ende 2019 überschritt Igel die Elo-Marke von 3000 Punkten in der Computer Chess Rating List (CCRL) und befand sich bald unter den Top 50 der Rangliste. Mitte 2020 erreichte die Version 2.5.0 von Igel 3245 Elo-Punkte und einen Platz unter den ersten dreißig.
Nach weiteren Verbesserungen wurde schließlich im August 2020 die interne Bewertungsfunktion ausgetauscht. Wie inzwischen viele andere Programme auch, wechselte Igel zu NNUE, also zum Efficiently Updatable Neural Network (deutsch „effizient aktualisierbares neuronales Netz“). Ab Version 2.7.0 nutzt Igel diese innovative Methode, bei der ein neuronales Netzwerk auf dem Zentralprozessor (CPU) eines Computers effizient läuft, und konnte damit die Spielstärke um fast 200 Elo-Punkte steigern. Im September 2020 stand Igel nach weiteren Erfolgen bei internationalen Turnieren kurz davor, die Top 10 der CCRL-Rangliste zu erreichen.